# Pierre Pleimelding
Pierre Pleimelding (Laxou, 19 de setembro de 1952 – 1 de maio de 2013) foi um futebolista e treinador francês.
Filho do também futebolista René Pleimelding, atuou como atacante. Defendeu a Seleção Francesa em uma oportunidade em 1978.
Como treinador, comandou a Seleção Marfinense de Futebol entre 1994 e 1996.